# Hofgut Scheibenhardt

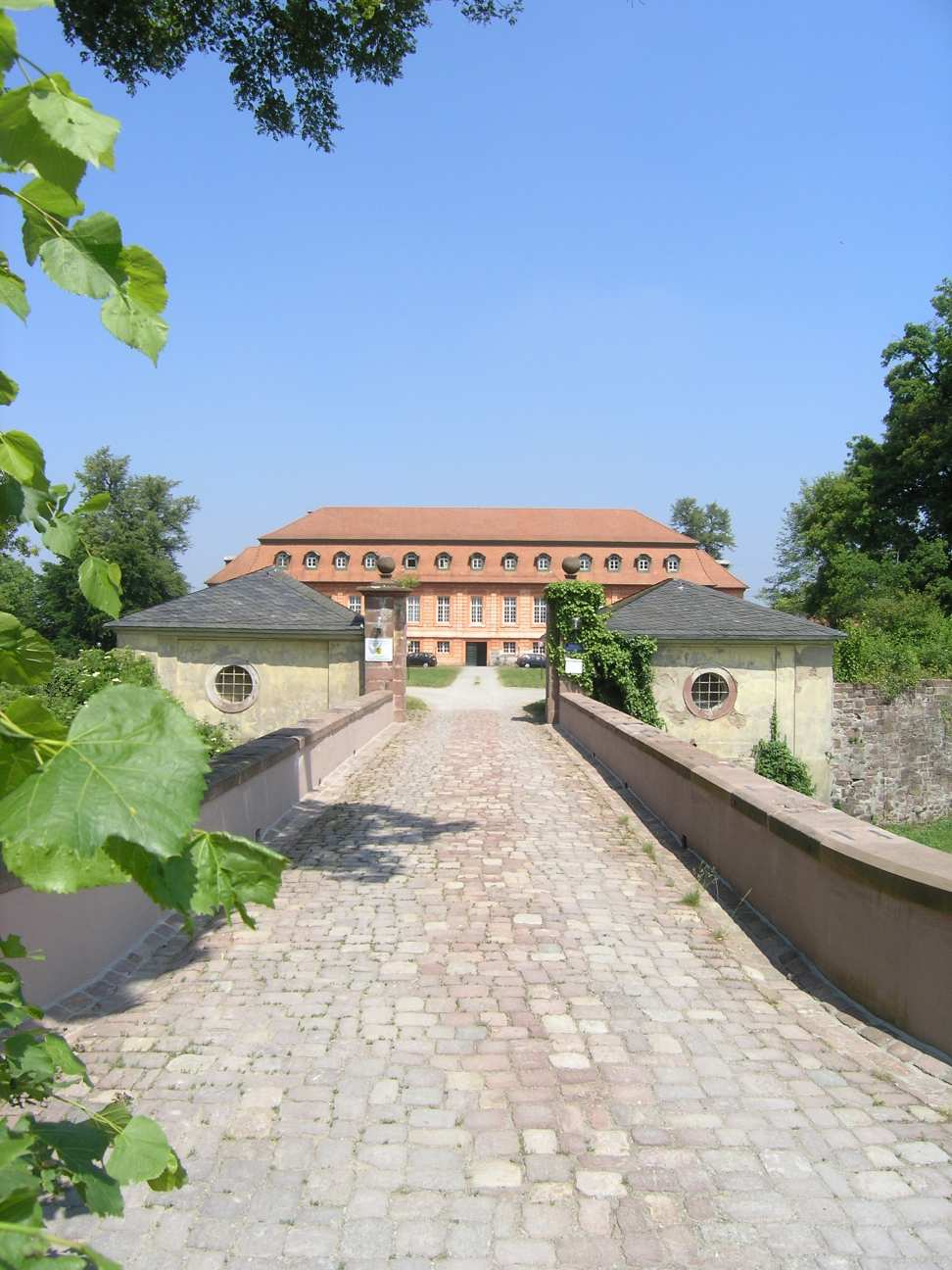
Zufahrt

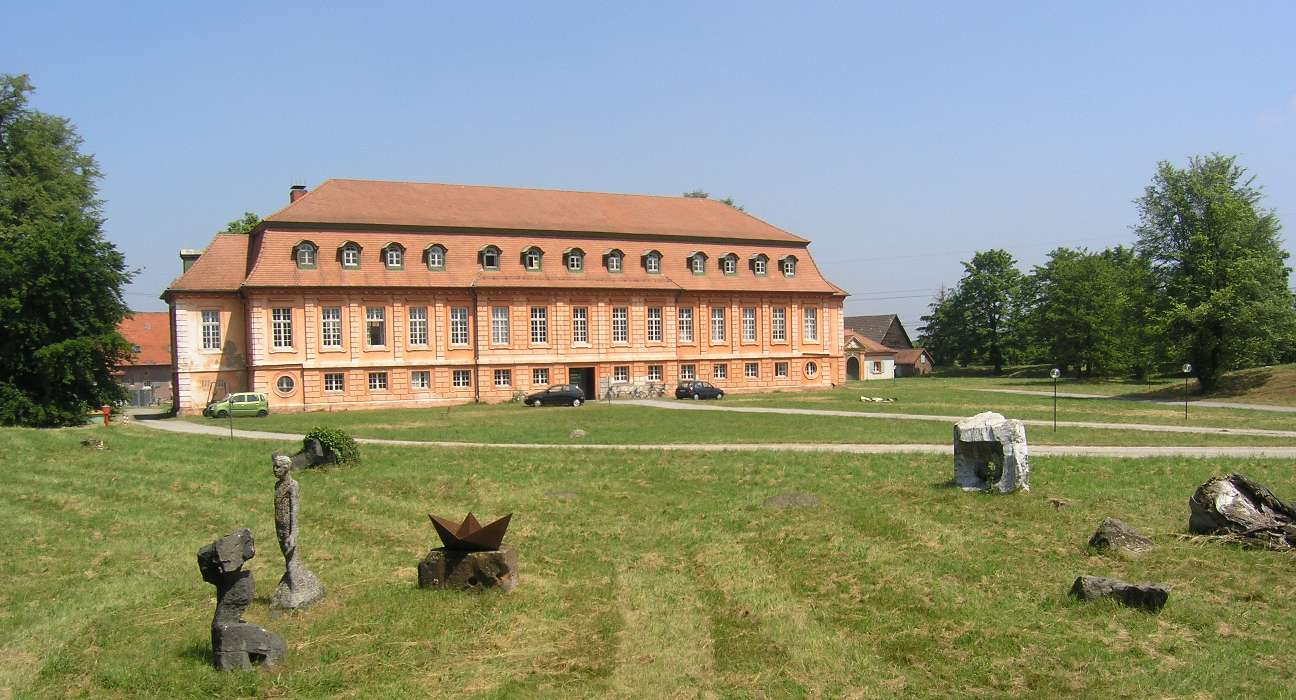
Vorplatz mit Kunstwerken

Hofgut Scheibenhardt oder Schloss Scheibenhardt ist ein ehemaliges Jagdschloss am südwestlichen Rand von Karlsruhe.
Das Schloss wurde ab 1698 unter Franziska Sibylla Augusta von Domenico Egidio Rossi, Johann Michael Ludwig Rohrer und Franz Ignaz Krohmer als Jagdschloss ausgebaut. Es handelt sich um einen dreigeschossigen Bau mit einem zentralen Saal, der über Freitreppen mit einer Gartenanlage verbunden ist. Im Krieg gegen Frankreich (1701–1714) wurde Scheibenhardt in die Verteidigungslinien einbezogen. Es ist von einem niedrigen ringförmigen Wall und Graben umgeben.
Unter Markgraf Ludwig Georg wurden Scheibenhardt 1754 umfassend modernisiert. Der zentrale Saal erhielt hierbei eine gemalte Tapetenausstattung, die Bilder von einheimischen und exotischen Vögeln zeigt. Mit der Gestaltung war der Hofmaler Heinrich Lihl beauftragt.
Der Platz wurde 1150 erstmals erwähnt, 1501 gelangte er in badischen Besitz.
1926 gelangte die Gemarkung zu Bulach und damit 1929 zu Karlsruhe.
Heute befinden sich im Schloss Ateliers der Staatlichen Akademie der Bildenden Künste Karlsruhe, auf dem umgebenden Gelände ein Golfplatz.